# Selinum silaus
Selinum silaus är en flockblommig växtart som beskrevs av Heinrich Johann Nepomuk von Crantz. Selinum silaus ingår i släktet krusfrön, och familjen flockblommiga växter. Inga underarter finns listade i Catalogue of Life.